# 명덕초등학교 (경기)
명덕초등학교는 대한민국 경기도 안성시에 있는 공립 초등학교이다.

## 학교 연혁
- 1946.12.11 대덕국민학교 명덕분교 설립인가
- 1953.07.23 명덕국민학교 독립인가
- 1985.02.01 명덕국민학교 병설유치원 설치인가
- 2018.09.01 제21대 이현분 교장선생님 부임
- 2019.01.10 제68회 졸업식
- 2019.03.04 초등학교 7학급, 병설유치원 1학급 편성 운영
- 2020.01.07 제69회 졸업식
- 2020.03.02 초등학교 6학급, 병설유치원 1학급 편성 운영
- 2021.01.07 제70회 졸업식
- 2021.03.02 초등학교 6학급, 병설유치원 1학급 편성 운영
- 2021.09.01 초등학교 7학급, 병설유치원 1학급 편성 운영
- 2022.01.17 제71회 졸업식
- 2022.03.02 초등학교 6학급, 병설유치원 1학급 편성 운영
- 2023.01.06 제72회 졸업식
- 2023.03.02 초등학교 6학급, 병설유치원 1학급 편성 운영

## 참고 자료
- 명덕초등학교 - 한국교육학술정보원 학교알리미